# سد ماردانگ
سد ماردانگ (به لاتین: Maerdang Dam) یک سد و نیروگاه برقابی در چین است که در چینگهای واقع شده‌است.